# Kloster zu Mariä Tempelgang von Tolga

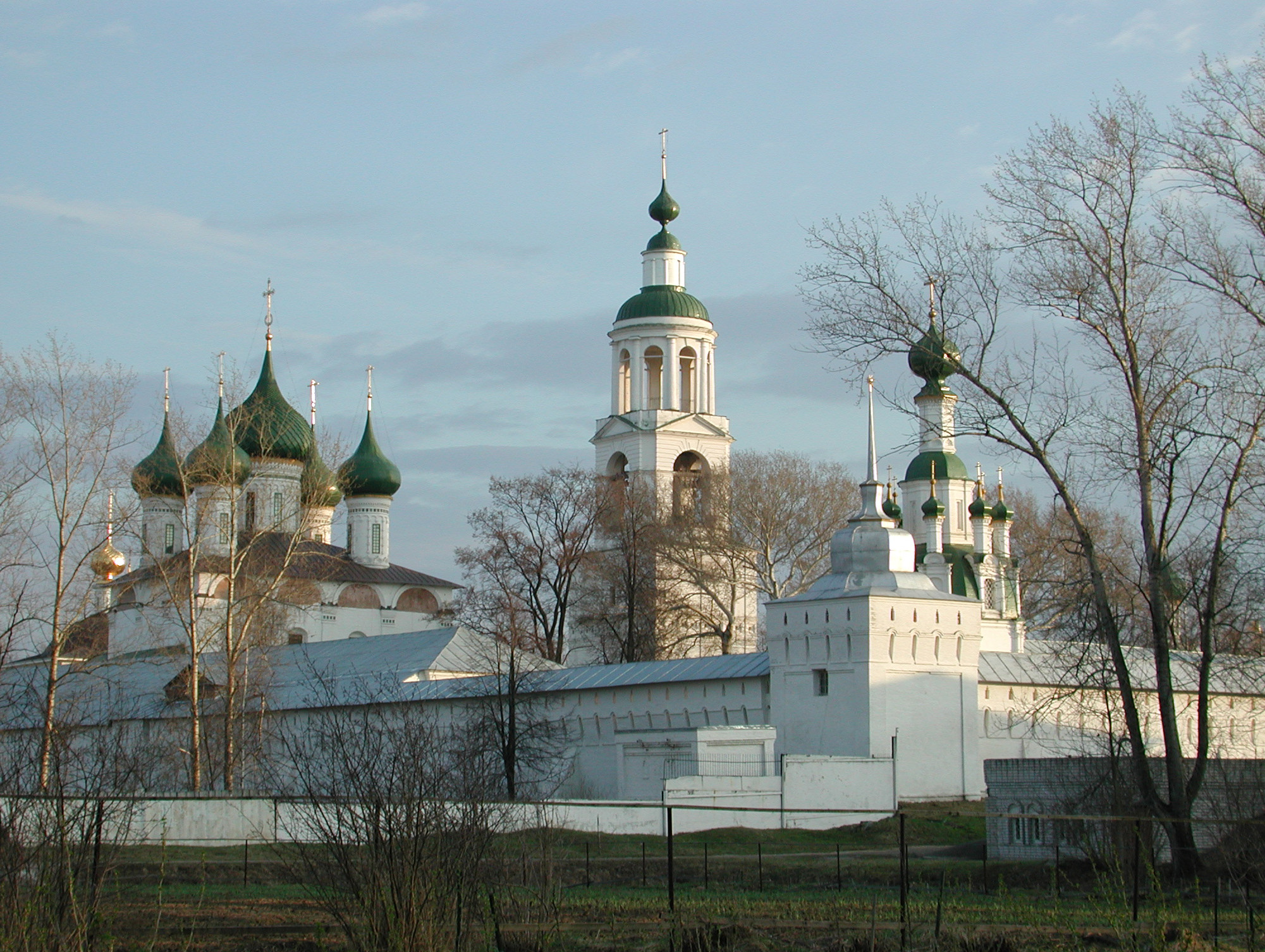
Ansicht des Klosters von Norden mit Kirche zu Mariä Tempelgang, Glockenturm und Erlöserkirche (von l. nach r.)

Das Kloster zu Mariä Tempelgang von Tolga (russisch Введенский Толгский монастырь) ist ein russisch-orthodoxes Nonnenkloster (Eparchie Jaroslawl-Rostow) nahe der russischen Siedlung Tolga, einem Stadtteil von Jaroslawl. Als Aufbewahrungsort der wundertätigen Ikone der Gottesmutter von Tolga besitzt es überregionale Bedeutung als Wallfahrtsort.

## Geschichte

### Gründungslegende
Das Kloster verdankt seine Existenz einem Ikonenwunder, das in zahllosen Abschriften der so genannten Legende der Erscheinung der Ikone der Gottesmutter von Tolga (Сказание о явлении иконы Толгской Богоматери) aus dem 17. bis 19. Jahrhundert überliefert ist. Demnach soll Trifon, der Metropolit von Rostow im Jahre 1314 auf einer Reise unweit seines Nachtlagers an der Mündung des Flusses Tolga in die Wolga, 6 km nordnordwestlich von Jaroslawl, eine gemalte Ikone der Gottesmutter empfangen haben, die in einer Aureole über dem Boden schwebte. Den Umstand, dass das Gnadenbild stets zum Ort seiner Erscheinung zurückkehrte, begriff er als göttliche Weisung, an dieser Stelle eine Kirche zu errichten, die die Keimzelle des heutigen Klosters bildete.

Die in der Quelle genannten Daten sind indes nicht gesichert und stehen vielfach im Widerspruch mit der historischen Wirklichkeit, u. a. stimmt das Jahr der Klostergründung nicht mit der belegten Regierungszeit des Metropoliten Trifon (1462–1467) überein. Nicht zuletzt deshalb hat W. W. Gorschkowa die These aufgestellt, dass das Kloster erst in den 1430er oder 1440er Jahren gegründet wurde.

### Von der Gründung bis zur Oktoberrevolution
Die Gebäude der Abtei bestanden bis ins 17. Jahrhundert hinein fast ausschließlich aus Holz und wurden entsprechend häufig durch Brände zerstört, zuletzt im 16. Jahrhundert, als die gesamte Anlage – mit Ausnahme der berühmten Ikone – ein Raub der Flammen wurde. Anlässlich der Belagerung Jaroslawls 1609 brandschatzten polnisch-litauische Truppen das Kloster und plünderten den Großteil seiner wertvollen Ausstattung. Dennoch spielte es eine bedeutende Rolle beim Volksaufstand unter Minin und Poscharski und erwarb sich dadurch weiteres Ansehen bei den Zaren, die es mit zahlreichen Schenkungen und großem Landbesitz ausstatteten. Unter Igumen Gordian setzte im letzten Drittel des 17. Jahrhunderts eine rege Bautätigkeit ein, in deren Rahmen nahezu alle Gebäude in großzügigem Maßstab und in Steinbauweise neu errichtet wurden.

### Sowjetzeit
1929 wurde das Kloster aufgelöst und kam 1936 unter die Verwaltung des Volkskommissariats für Innere Angelegenheiten, das in den 1950er Jahren in den Räumlichkeiten eine Kindererziehungsanstalt einrichten ließ. Zu diesem Zwecke wurde ein Teil der Gebäude umgebaut und dabei die noch vorhandenen Teile der Innenausstattung schwer beschädigt.

### Wiederbelebung während der Perestrojka
Erst anlässlich der Tausendjahrfeier der Christianisierung Russlands im Jahre 1987 wurde das Kloster der Russisch-orthodoxen Kirche zurückübereignet, die dort ein Nonnenkloster einrichtete. Heute beherbergt die Anlage wieder rund 100 Schwestern und verfügt über 254 Hektar vom russischen Staat gepachtete landwirtschaftliche Nutzflächen. Als Aufbewahrungsort der ältesten, angeblich wundertätigen Fassung der Ikone der Gottesmutter von Tolga, die sich seit 2003 wieder im Kloster befindet, ist es zudem ein bedeutender Wallfahrtsort, der jährlich tausende Pilger und Touristen anzieht.

## Architektur

### Hauptkirche zu Mariä Tempelgang
Die in ihrer heutigen Form 1681 bis 1688 erbaute Hauptkirche zu Mariä Tempelgang steht an der Stelle der ersten Holzkirche des 14. Jahrhunderts und ersetzte eine ebenfalls in Steinbauweise errichtete Kirche des 16. Jahrhunderts, die Iwan IV. gestiftet haben soll. Mit ihrem von fünf Kuppeln bekrönten, kubischen Naos auf hohem Podklet, dem an drei Seiten umlaufenden Narthex mit Krylza und der reichen Fassadengliederung aus vorgelegten Lopatki, korbbogigen Sakomary, profilierten Gesimsen und Schirinki mit eingesetzten gefassten Kacheln ist sie eine typische Vertreterin der Jaroslawler Kirchenbaukunst des 17. Jahrhunderts. Das Untergeschoss diente jahrhundertelang als Grablege einflussreicher Bürger und Adeliger sowie der Igumen von Tolga.

Wände und Pfeiler des Kirchenraums wurde in den 1690er Jahren mit reichen Wandmalereien versehen, die laut Signatur aus den Händen namhafter Künstler aus Jaroslawl und Kostroma – unter ihnen Dmitri Semjonow, Fjodor Fjodorow und Wassili Ossipow – stammen. Durch spätere Übermalungen und jahrzehntelange Verwahrlosung (u. a. sorgte ein Modell des Rybinsker Stausees im Innenraum für schwere Schäden durch Feuchtigkeit) sind diese in ihrer Wirkung allerdings z. T. stark beeinträchtigt und sollen bis 2014 vollständig restauriert werden.

### Glockenturm
Der Klosterglockenturm schließt sich direkt an die Nordwestecke des Narthex der Hauptkirche an. Seine drei unteren Stockwerke stammen noch von der 1683–1685 von Fürst Nikita Lwow gestifteten Swonniza, die 1826 um zwei weitere Geschosse im klassizistischen Stil mit neuem Glockenstuhl aufgestockt wurde; dabei vermauerte man die ursprünglichen, rundbogigen Schallarkaden.

### Refektorium und Kirche zur Kreuzerhöhung
Ein Nebentrakt mit Durchfahrt im Unter- und einer geschlossenen Galerie im Obergeschoss verbindet die Kirche zur Kreuzerhöhung mit dem lang gestreckten, zweigeschossigen Refektorium mit der östlich angeschlossenen Kirche. Sie stammt zwar im Kern aus dem Jahre 1625, wurde jedoch in den 1670er Jahren weitgehend neu errichtet und im 19. Jahrhundert im klassizistischen Stil umgestaltet. Wie kein anderer Teil des Klosters hatte das Refektorium unter Zweckentfremdung und Umbauten während der Sowjetzeit zu leiden, u. a. wurden Stahlträger eingezogen und Zwischenwände herausgebrochen, wodurch die gesamte wandfeste historische Ausstattung vernichtet wurde; die heutige Ausmalung der Kirche wurde 2000–2002 von Künstlern der Russischen Künstlerakademie im Stil der Schule von Jaroslawl des 17. Jahrhunderts ausgeführt.

### Befestigungsanlagen und Torkirche des Hl. Nikolaus des Wundertäters
Das Klosterareal ist von einer Wehrmauer mit acht Türmen umgeben, die Ende des 17. Jahrhunderts errichtet wurden. Den südwestlichen Zugang zum Kloster bildet das Heilige Tor, das 1672 aus Mitteln der Jaroslawler Kaufmannsbrüder Semjon und Iwan Swertschkow erbaut wurde. Dieses Tor enthält ebenfalls eine Kirche, die dem Hl. Nikolaus gewidmet ist.

### Zedernhain
Eine Besonderheit des Klosters ist der im 16. Jahrhundert unter Igumen Feodossi angelegte sogenannte „Zedernhain“ (es handelt sich nicht um eigentliche Zedern, sondern um Sibirische Zirbelkiefern, die im Russischen „kedr“, also wörtlich Zeder genannt werden). Einer Legende nach soll die im Kloster aufbewahrte Ikone der Gottesmutter auf wundersame Weise am Ast einer „Zeder“ hängend den letzten verheerenden Großbrand unbeschadet überstanden haben. Daher werden zum Hochfest der Gottesmutter von Tolga am 21. August eines jeden Jahres Zapfen jener Bäume, denen eine heilbringende Wirkung zugeschrieben wird, an die Pilger verteilt.